# Cotegipe (microregio)
Cotegipe is een van de 32 microregio's van de Braziliaanse deelstaat Bahia. Zij ligt in de mesoregio Extremo Oeste Baiano en grenst aan de deelstaat Piauí in het noorden, de mesoregio Vale São-Franciscano da Bahia in het oosten en zuidoosten en de microregio's Santa Maria da Vitória in het zuiden en Barreiras in het westen. De microregio heeft een oppervlakte van ca. 22.981 km². Midden 2004 werd het inwoneraantal geschat op 110.808.
Acht gemeenten behoren tot deze microregio:
- Angical
- Brejolândia
- Cotegipe
- Cristópolis
- Mansidão
- Santa Rita de Cássia
- Tabocas do Brejo Velho
- Wanderley

Mesoregio's: Centro-Norte Baiano · Centro-Sul Baiano · Extremo Oeste Baiano · Metropolitana de Salvador · Nordeste Baiano · Sul Baiano · Vale São-Franciscano da Bahia

Microregio's: Alagoinhas · Barra · Barreiras · Bom Jesus da Lapa · Boquira · Brumado · Catu · Cotegipe · Entre Rios · Euclides da Cunha · Feira de Santana · Guanambi · Ilhéus-Itabuna · Irecê · Itaberaba · Itapetinga · Jacobina · Jequié · Jeremoabo · Juazeiro · Livramento do Brumado · Paulo Afonso · Porto Seguro · Ribeira do Pombal · Salvador · Santa Maria da Vitória · Santo Antônio de Jesus · Seabra · Senhor do Bonfim · Serrinha · Valença · Vitória da Conquista